# Stefáni (ort i Grekland, Epirus)
Stefáni är en ort i Grekland.   Den ligger i prefekturen Nomós Prevézis och regionen Epirus, i den centrala delen av landet, 280 km nordväst om huvudstaden Aten. Stefáni ligger 124 meter över havet och antalet invånare är 567.
Terrängen runt Stefáni är kuperad åt nordväst, men åt sydost är den platt.Runt Stefáni är det ganska tätbefolkat, med 72 invånare per kvadratkilometer. Närmaste större samhälle är Arta, 17,0 km öster om Stefáni. Trakten runt Stefáni består till största delen av jordbruksmark.